# WSG Tirol
WSG Tirol là một câu lạc bộ bóng đá Áo có trụ sở ở Wattens, một thị trấn ở bang Tyrol ở phía tây đất nước. Đội bóng hiện thi đấu tại Giải vô địch quốc gia Áo, giải đấu cao nhất của bóng đá Áo.

## Lịch sử
Câu lạc bộ được thành lập vào năm 1930 và được gọi là SC Wattens (1930–53), SV Wattens (1953–71) và WSG Wattens (1984–2019). Giai đoạn thành công nhất là vào năm 1968–71, khi đội tham gia Giải vô địch quốc gia Áo. Từ năm 1971 đến năm 1984, đội hợp nhất với FC Wacker Innsbruck để tạo thành SSW Innsbruck (đội hợp nhất đã 5 lần vô địch Bundesliga và lọt vào tứ kết Cúp C1 châu Âu 1977-78). rong thời kỳ này, câu lạc bộ vẫn giữ được bản sắc của mình với các đội trẻ khác biệt. Từ năm 1984, WSG Wattens đã chơi ở giải bóng đá khu vực miền Tây Áo và giải hạng nhất. Năm 2019, đội được thăng hạng Bundesliga.. Sau khi thăng hạng, câu lạc bộ thông báo rằng tên gọi sẽ được đổi thành WSG Swarowski Tirol. Tuy nhiên, vào năm 2021, Swarovski chấm dứt tài trợ và tên đã bị xóa khỏi tên gọi câu lạc bộ cũng như khỏi hoạt động kinh doanh.

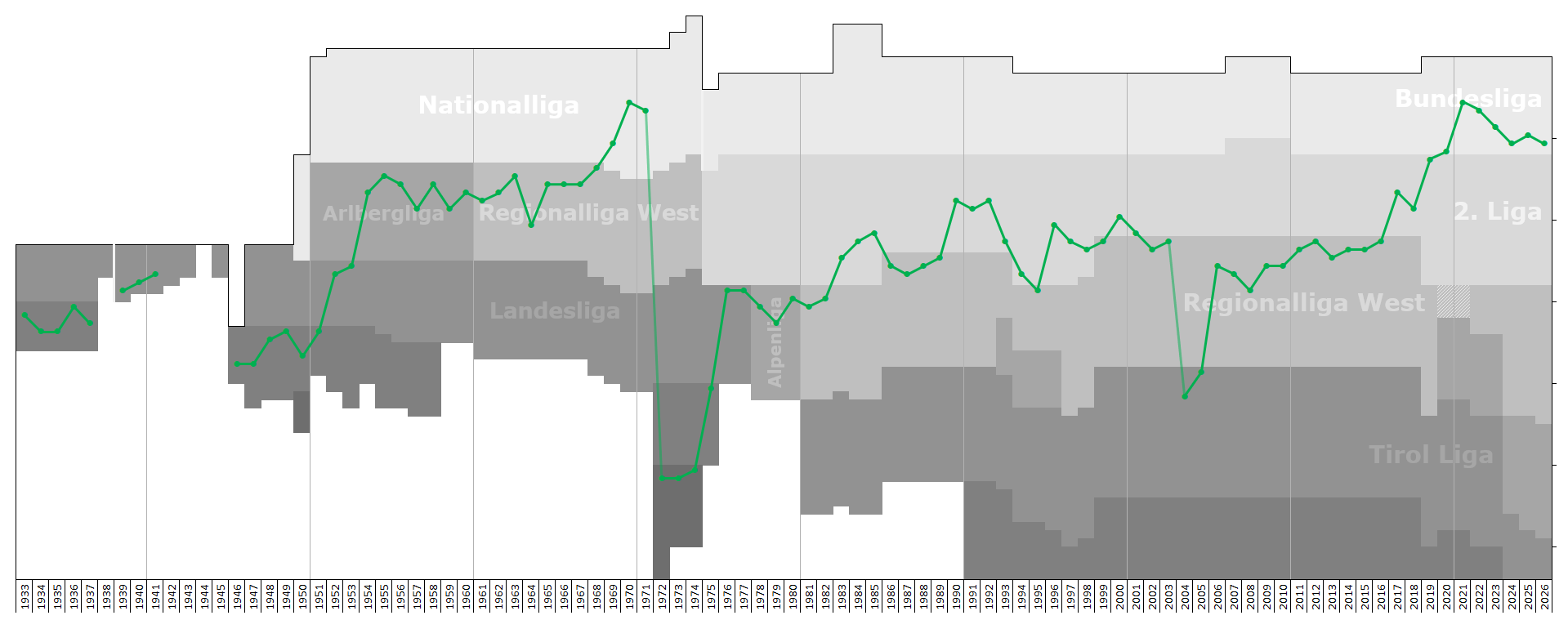
Biểu đồ thành tích ở giải quốc nội của Wattens

## Sân vận động
WSG Tirol chơi các trận đấu trên sân nhà ở Gernot Langes Stadion, Wattens. Sức chứa của sân vận động là 5500 người. Số lần tham dự sân nhà trung bình của đội trong mùa giải 2010–11 là 289.  Sân vận động này đôi khi được sử dụng cho các trận đấu quốc tế, chẳng hạn như trận giao hữu năm 2010 giữa Ả Rập Xê Út và Nigeria.
Năm 2013, sân vận động được đổi tên thành sân vận động Gernot Langes để vinh danh sinh nhật lần thứ 70 của chủ tịch lâu năm Gernot Langes.
Sân vận động hiện không đáp ứng các tiêu chí về tính phù hợp của Bundesliga và do đó công việc tái phát triển đã được lên kế hoạch để tạo ra một sân vận động hiện đại, có sức chứa 6.000 vào mùa hè năm 2021. Trong giai đoạn này, câu lạc bộ sẽ sử dụng Sân vận động Tivoli ở Innsbruck.

## Thành tích
- Giải hạng nhất Áo:
  - Vô địch (1): 2018–19
- Giải hạng nhì Áo (Tây):
  - Vô địch (1): 1968
- Giải hạng ba Áo (Tây):
  - Vô địch (4): 1989, 1995, 1999, 2003, 2016

## Đội hình hiện tại
Tính đến 8 tháng 1 năm 2022
Ghi chú: Quốc kỳ chỉ đội tuyển quốc gia được xác định rõ trong điều lệ tư cách FIFA. Các cầu thủ có thể giữ hơn một quốc tịch ngoài FIFA.
| Số | VT | Quốc gia | Cầu thủ                                |
| -- | -- | -------- | -------------------------------------- |
| 1  | TM | Áo       | Paul Schermer                          |
| 4  | TV | Áo       | Valentino Müller                       |
| 5  | HV | Áo       | Felix Bacher                           |
| 7  | TĐ | Áo       | Thomas Sabitzer (mượn từ LASK)         |
| 8  | TV | Áo       | Renny Smith                            |
| 9  | TĐ | Albania  | Giacomo Vrioni (mượn từ Juventus)      |
| 10 | TV | Đan Mạch | Bror Blume                             |
| 11 | TĐ | Áo       | Felix Kerber                           |
| 13 | TM | Áo       | Benjamin Ozegovic                      |
| 14 | TV | Áo       | Alexander Ranacher                     |
| 15 | HV | Đức      | Maxime Awoudja (mượn từ VfB Stuttgart) |
| 17 | TV | Áo       | Johannes Naschberger                   |
| 18 | TĐ | Áo       | Denis Tomic                            |
| 19 | TĐ | Áo       | Justin Forst                           |

| Số | VT | Quốc gia  | Cầu thủ                      |
| -- | -- | --------- | ---------------------------- |
| 20 | TĐ | Áo        | Tobias Anselm (mượn từ LASK) |
| 21 | TV | Slovenia  | Žan Rogelj                   |
| 22 | HV | Áo        | Mario Andric                 |
| 23 | TV | Áo        | Stefan Skrbo                 |
| 24 | HV | Áo        | Fabian Koch                  |
| 25 | TM | Đức       | Ferdinand Oswald             |
| 26 | HV | Croatia   | Dominik Štumberger           |
| 27 | TĐ | Áo        | Markus Wallner               |
| 30 | HV | Áo        | Raffael Behounek             |
| 33 | TĐ | Thụy Điển | Tim Prica (mượn từ Aalborg)  |
| 35 | TM | Ý         | Simon Beccari                |
| 44 | HV | Đức       | Kofi Schulz                  |
| 77 | TV | Áo        | Julius Ertlthaler            |
| 98 | TV | Slovenia  | Sandi Ogrinec                |

## Lịch sử ban huấn luyện
- Fritz Pfister (1964–1970)
- Eduard Frühwirth (1970–1971)
- Hugo Perwein (1989–1990)
- Günther Rinker (1991–1994)
- Friedrich Peer (1994-1997)
- Wolfgang Schwarz (1997-2000)
- Günther Steinlechner (2000–2001)
- Fuad Đulić (2001)
- Michael Streiter (2001-2002)
- Georg Saringer (2005)
- Thomas Pfeiler (2006-2007)
- Klaus Schuster (2007)
- Robert Auer (2007-2008)
- Roland Kirchler (2008-2012)
- Robert Wazinger (2012-2013)
- Thomas Silberberger (2013-)